# Dune: Spice Opera
Dune: Spice Opera is de originele soundtrack van het computerspel Dune uit 1992. Het album werd gelijktijdig met het computerspel uitgebracht door Virgin Records. De nummers zijn gecomponeerd door Stéphane Picq en Philippe Ulrich, onder het pseudoniem Exxos. Virgin Records werd later verkocht aan EMI, dat toen de nieuwe houders van het auteursrecht werd. Picq wilde de rechten hebben om het album opnieuw uit te brengen, hoewel deze niet werden toegekend.
In 2023 kondigde Stéphane Picq een remaster en heruitgave aan van de originele soundtrack van het computerspel, in digitaal verliesvrij FLAC-formaat, met de titel Dune Spice Opera 2024.

## Tracklijst
| Nr. | Titel            | Duur |
| --- | ---------------- | ---- |
| 1.  | Spice Opera      | 4:47 |
| 2.  | Emotion Control  | 4:19 |
| 3.  | Ecolove          | 5:01 |
| 4.  | Water            | 3:05 |
| 5.  | Revelation       | 6:00 |
| 6.  | Free Men         | 6:37 |
| 7.  | Wake Up          | 5:15 |
| 8.  | Dune Theme       | 5:07 |
| 9.  | Chani's Eyes     | 5:03 |
| 10. | Sign of the Worm | 3:15 |
| 11. | Too              | 4:35 |
| 12. | Dune Variation   | 6:20 |
| 13. | Cryogenia        | 4:46 |